# He Wasn't
«He Wasn't» es el cuarto sencillo del álbum Under My Skin de Avril Lavigne. Fue lanzado el 28 de marzo de 2005, excepto en los Estados Unidos, en cambio, se lanzó "Fall to Pieces". La canción fue publicada en Alemania, Australia y el Reino Unido. De antemano, fue lanzado como tercer sencillo en Japón en junio de 2004. Fue escrito y producido por Lavigne y Chantal Kreviazuk. Allmusic destacó la canción como una de las canciones post-grunge más significativas de todos los tiempos.

## Información de la canción
"He Wasn't" se trata de una relación fallida entre Lavigne y un hombre que parece estar tratándola mal, como si ni siquiera le abriera la puerta. La canción es una toma rápida y al ritmo del novio "que no es lo suficientemente bueno" en lugar de las canciones más lentas de Lavigne de Under My Skin sobre el mismo tema. En un documental sobre la realización del video musical "My Happy Ending", "He Wasn't" toca de fondo y bromea Lavigne, "No era lo que quería" ... es un tema en mi registro ?"

## Críticas y recepción
"He Wasn't" fue criticado por la superficialidad de las letras. La revista Sal Cinquemani de Slant describió la canción como una "tontería falsa de punk", principalmente por el contenido lírico. David Browne, de Entertainment Weekly, describió la canción como un "beso de despedida" y lo calificó de "punk de centro comercial aprobado por la sala de juntas", señalando que sonaba similar a las canciones del primer álbum de Lavigne, Let Go.
Sin embargo, también ha sido elogiada por su naturaleza ruidosa y pegadiza; Stephen Thomas Erlewine, de Allmusic, describe la canción como "la canción más rápida, ruidosa, pegadiza y mejor aquí, y la más cercana al espíritu y al sonido de Let Go". También destacó la canción como "selección de canciones" en una reseña del álbum, Under My Skin. Rolling Stone fue positivo. "La mejor canción del álbum, un ruidoso sprint de tres minutos llamado" He Was't ", tiene una línea de apertura bastante vacía (" No hay mucho que hacer hoy / estoy muy aburrida ") y un sencillo aún. coro ambiguo: "Ni siquiera abriría la puerta / Nunca me hizo sentir como si fuera especial", pero "Las palabras están llenas de desprecio y autocompasión, pero ella las canta como si realmente no le importara". ¡Yahoo Music! Escribió:" "He Wasn't" mantiene este tema (relación rota) con un coro de estilo Clash, que reprende a este joven por no abrir las puertas. Dios mío, mujeres jóvenes en estos días: en un minuto están usando los DM de tacón alto y las faldas de hada reina y al siguiente te dan el infierno por no actuar como tu padre ".

## Vídeo musical
El video muestra a Lavigne cantando y su banda tocando instrumentos de fondo. Hay escenas en las que baila usando guantes blancos, una falda rosa y una varita mágica (está representando a un hada), y otras escenas en las que lleva cuernos de diablo en la cabeza. Resulta que Lavigne y su banda están en una filmación de video, y luego se meten en una pelea de comida, para consternación de los directores, quienes son interpretados por Lavigne y la banda, todos vestidos con pelucas y trajes. Avril luego se rebela y rompe su guitarra en la lente de la cámara, y luego en la pared de papel, donde salpica pintura rosa. El video termina con la banda bailando.
Además, durante el rodaje del video musical cuando salió el limo rosado, Lavigne cuenta que días después su cabello aún era rosado y que necesitaba volverlo a secar porque durante los próximos días estaba programada una sesión de fotos con 'Cosmopolitan' y su El cabello se veía muy desordenado y todo rosa.

## Sencillo
Australia (Sencillo en CD)
1. «He Wasn't» (versión del álbum)
2. «He Wasn't» (en vivo)
3. «He Wasn't» (acústico en vivo)
4. «He Wasn't» (video musical)

 Reino Unido (Sencillo en CD)
1. «He Wasn't» (versión del álbum)
2. «He Wasn't» (en vivo)
3. «He Wasn't» (video musical)
4. Diario visual

  Australia y Reino Unido (CD promocional)
1. «He Wasn't» (Versión del álbum)

## Listas semanales
| Listas (2005)                     | Posición |
| --------------------------------- | -------- |
| Alemania (Top 100)                | 29       |
| Australia (ARIA Singles Chart)    | 25       |
| Austria (Top 40)                  | 35       |
| Bélgica Ultratip (Under 50)       | 2        |
| Brasil (ABPD)                     | 26       |
| Canadá (BDS Airplay Chart)        | 92       |
| Chile (Top 20)                    | 12       |
| Escocia (Official Charts Company) | 25       |
| Holanda (Dutch Top 40 Tipparade)  | 9        |
| Holanda (Single Top 100)          | 99       |
| Inglaterra (Singles Chart)        | 23       |
| Irlanda (Singles Chart)           | 35       |
| Nueva Zelanda (RIANZ Singles)     | 38       |
| Suiza (Top 100 Singles Chart)     | 43       |